# Pat Lam
Patrick Richard Lam (* 29. září 1968, Auckland) je bývalý samojský ragbista, který hrál jako vazač. Stal se vítězem Evropského poháru mistrů v roce 2000 s klubem Northampton Saints. Se stejným týmem vyhrál nejvyšší anglickou ligu (1998) a Lam byl zvolen v tom roce nejlepším hráčem sezony. Za sezonu 1999/2000 byl oceněn jako ragbyová osobnost ( anglicky Pat Marshall Memorial Award).
Za Samou odehrál 34 zápasů a připsal si 25 bodů (1991–1999). (Jeden zápas odehrál i za Nový Zéland.) Zahrál si na třech světových šampionátech. Na MS 1991 a MS 1995 zažil s reprezentací postup do čtvrtfinále. Byl v základní sestavě, když Samoa senzačně porazila Wales na MS 1991 (16:13). V roce 1989 si zahrál za sedmičkovou reprezentaci Nového Zélandu.  Jeho rodiče jsou ze Samoy.
Na klubové úrovni začal hrát za Auckland (1990–1995). V roce 1996 hrál Super Rugby za Crusaders. Zbytek kariéry strávil v Anglii. Od roku 1996 do roku 1998 hrál za Newcastle Falcons. V letech 1998 až 2001 byl členem Northamptonu Saints. Na sezonu 2001/02 se vrátil do Newcastle Falcons, kde odehrál poslední sezonu.
První trenérskou zkušenost získal v roce 2003 jako asistent u skotské reprezentace. Následovala štace u Aucklandu Blues (2004–2012). V roce 2006 vedl výběr Pacifických ostrovů. V roce 2012 trénoval Samou. Potom byl hlavním koučem irského celku Connacht (2013–2017). V roce 2016 se stal vítězem soutěže PRO12. Od roku 2017 vede anglický Bristol Bears, vyhrál s ním v roce 2020 Vyzývací pohár. V roce 2021 s tímto celkem podepsal smlouvu do roku 2028.